# Dominik Marks
Dominik Marks (* 4. September 1975 in Stendal) ist ein ehemaliger Fußballschiedsrichter des Deutschen Fußball-Bundes.
Bis Januar 2005 leitete er Spiele des DFB-Pokals, der 2. Fußball-Bundesliga und der damals dritthöchsten Spielklasse, der Regionalliga.
Der DFB sieht es als erwiesen an, dass Marks im Zuge des Fußball-Wettskandals 2005 zwei Spiele manipuliert hat. Der Zweitligaschiedsrichter Dominik Marks erhielt eine Vorsperre. Robert Hoyzer, ebenfalls Zweitliga-Schiedsrichter, hatte bei seinen Vernehmungen Marks belastet. Laut Hoyzer habe Marks eine Partie manipuliert und dafür 6000 Euro von kroatischen Auftraggebern erhalten. Deshalb wurde die von Marks geleitete Regionalliga-Partie Hertha BSC Amateure – Arminia Bielefeld Amateure wiederholt. Das zweite Spiel Karlsruhe gegen Duisburg (2. Bundesliga) wurde trotz weiterer Vorwürfe aus Mangel an Beweisen nicht wiederholt.
Nachdem ein Haftbefehl erlassen worden war, wurde Dominik Marks am 9. März 2005 festgenommen. Vorgeworfen wurde dem ehemaligen Schiedsrichter bandenmäßiger Betrug sowie die versuchte Verabredung von Geldwäsche. Am 10. März wurde die Fortdauer der Untersuchungshaft angeordnet, da erhöhte Fluchtgefahr und dringender Tatverdacht bestand. Am 17. November 2005 verurteilte ihn das Berliner Landgericht wegen Beihilfe zum Betrug in zwei Fällen zu einer Strafe von einem Jahr und sechs Monaten auf Bewährung, gegen das die Berliner Staatsanwaltschaft zunächst Revision einlegte, da sie selbst eine Haftstrafe von zwei Jahren ohne Bewährung gefordert hatte.